# 黑色戰爭
黑色戰爭是指19世紀初（約1804年至1832年間）發生於澳大利亞塔斯馬尼亞（時稱「范迪門地」）的武裝衝突，為澳洲邊境戰爭的重要組成部分。這場衝突主要在英國殖民者與塔斯馬尼亞原住民之間爆發，最終導致原住民人口近乎滅絕，被部分學者視為種族滅絕的典型案例。
「黑色戰爭」一詞源於英文「Black War」，由記者亨利·梅爾維爾（Henry Melville）於1835年首次使用。部分歷史學家如林德爾·瑞安（Lyndall Ryan）認為此名稱未能準確反映衝突本質，因英國政府未正式宣戰，且雙方實力懸殊，更接近單方面的系統性暴力與屠殺。衝突導火線包括殖民者強佔土地、破壞原住民狩獵資源，以及綁架婦女與兒童等行為，引發原住民反擊。
1828年，總督喬治·亞瑟（George Arthur）宣布戒嚴令，1830年更動員逾2,200人實施「黑線行動」（Black Line），企圖驅逐原住民至塔斯曼半島，但以失敗告終。其後，喬治·奧古斯都·羅賓遜（George Augustus Robinson）透過「友好使命」說服殘存原住民投降，並將他們強制遷至弗林德斯島的Wybalenna定居點，惡劣環境導致多數人死亡。
據統計，殖民者約219人死亡、218人受傷，而原住民死亡人數估計在600至900人之間。1876年，最後一位純血統塔斯馬尼亞原住民楚格尼尼（Truganini）去世，標誌著該族群的實質滅絕。當代學界對是否構成種族滅絕仍有爭議，如拉斐爾·萊姆金（Raphael Lemkin）與羅伯特·休斯（Robert Hughes）支持此觀點，而亨利·雷諾茲（Henry Reynolds）等則強調殖民政府無意全面消滅原住民。

## 背景
澳大利亞的原住民是從東南亞地區移民而來，已經在當地生活了5萬年，17世紀開始，西班牙人、葡萄牙人以及荷蘭人、法國人陸續到達澳洲。17世紀末，英國人開始移民澳洲，1770年英國宣稱擁有澳大利亞的主權，1788年1月26日，英國航海家阿瑟·菲利普率領首批移民在悉尼定居，並且在此处升起了英國國旗，阿瑟·菲利普成為英國在澳洲的第一個殖民地，新南威爾士的第一任總督。1798年馬修·福林達斯船長環繞塔斯馬尼亞島一周，確定了是個島嶼。
其實英國殖民地政府並無完全消灭原住民的意图，以下是一例子：
- 英國殖民地新南威爾士的第一任总督阿瑟·菲利普本人雖然曾經被原住民攻擊，挨了标枪，其部下被殺，但他沒有報復，還是對原住民採取怀柔政策，堅持原住民可以被同化到白人社會中。為了顯示其理念，其離任時還帶兩個原住民到英國，讓他們接受英國文明，其中一個原住民Bennelong當時很出名，學習成功後回到澳洲的新南威尔士，穿英國人的服裝，過英國人的生活，一度出入白人社會。但由于英國人還是認為他像“穿上衣服的猩猩”，而原住民視其為異類，不再理睬他。結果他後來酗酒堕落。

另外殖民政府中還设有原住民保护专员（英文：Peotector of Aborigines），试图引导原住民放棄游獵，讓他們定居经营牧场或受雇于白人。一些神职人员亦试图使原住民信奉天主教。
但英國移民的態度與政府相去甚遠，由于原住民以游獵為生，有時候會殺死白人們的牛羊，這就與白人產生了衝突，白人移民可以為了一隻羊殺死原住民，殺原住民報復，死了一白人就要殺死更多的原住民報復。白人移民們通常公开地把原住民比作动物，例如像猴子、蜘蛛等。當時還白人間流行一種說法说，“要解决土著问题，痛快一阵排子枪比慈善家的任何方式更管用”。
英國政府對原住民的態度雖然與農場主或民間有差異，但有一點是有共識的，就是英國政府也同意奪取原住民的土地。
黑色戰爭只是全澳洲原住民與白人衝突的一部份而已。

## 黑色戰爭經過
1803年，英國人開始移民塔斯馬尼亞島。
在塔斯馬尼亞島，由于歐洲移民強佔島上土地和大量捕殺袋鼠，威脅到原住民的生存。有些更綁架、強姦、殺害原住民。原住民開始襲擊落單或小量的歐洲人。
1804年5月，一群殖民軍向打獵的原住民開火。被認為是黑色戰爭的開始。
1820年，雙方的衝突達到高峰。
1830年秋，殖民地總督決定將數千白人移民組成一道黑線，把原住民趕出叢林，隔離到塔斯馬尼亞東南的塔斯馬尼亞半島一角，結果以失敗告終。被視為是黑色戰爭之終。

## 种族灭绝
1869年3月，最后一个纯血统的原住民男子威廉·兰奈死于霍乱性腹泻，1876年5月，最后一个纯血统的塔斯马尼亚原住民妇女特鲁卡尼尼死于霍巴特，整个种族从此灭绝，世界近代史上惨遭灭绝的唯一种族。。
塔斯马尼亚原住民的几乎被屠灭被包括罗伯特·休斯（Robert Hughes），詹姆斯·博伊斯（James Boyce），林德尔·瑞安（Lyndall Ryan）和汤姆·劳森（Tom Lawson）在内的历史学家描述为种族灭绝行为。 种族灭绝概念的作者拉斐尔·莱姆金（Raphael Lemkin）认为塔斯马尼亚岛是世界上明显的种族灭绝案件之一 ，休斯将原住民塔斯马尼亚人的损失描述为“英国殖民史上唯一真正的种族灭绝”。
同时包括亨利·雷诺兹、理查德布鲁姆和尼古拉斯克莱门茨在内的其他历史学家并不同意种族灭绝论点，认为殖民当局无意消灭全部或部分原住民人口。

## 註解
^  注解1：在當時該島不叫塔斯馬尼亞，歐洲移民稱之為范迪門地。